# Zasloužilý navigátor SSSR
Zasloužilý navigátor SSSR (rusky Заслуженный штурман СССР) byl čestný titul Sovětského svazu založený roku 1965. Udílen byl navigátorům Sovětského svazu za používání nejmodernějších navigačních technik, za nejvyšší standardy ve vzdělávání a výcviku letového personálu, za dlouhodobé bezproblémové létání a za vynikající úspěchy ve využívání letectví v národním hospodářství.

## Historie
Čestný titul Zasloužilý navigátor SSSR byl založen dekretem prezidia Nejvyššího sovětu Sovětského svazu č. 3993-VI ze dne 30. září 1965. Poprvé bylo ocenění uděleno dne 16. srpna 1966, kdy jej získalo pět lidí. Udílen byl za vynikající úspěchy v oboru civilního letectví. Zrušen byl dekretem prezidia Nejvyššího sovětu Sovětského svazu č. 9441-XI ze dne 22. srpna 1988. Celkem byl tento čestný titul udělen 143 lidem.

## Pravidla udílení
Čestný titul Zasloužilý navigátor SSSR byl udílen kvalifikovaným civilním navigátorům 1. třídy prezidiem Nejvyššího sovětu Sovětského svazu na návrh ministra civilního letectví SSSR za zvláštní zásluhy o vývoj moderních letadel, za využívání nejmodernějších navigačních technik, za nejvyšší standardy ve vzdělávání a výcviku letového personálu, za dlouhodobé bezproblémové létaní a za vynikající výsledky ve využívání letectví v národním hospodářství. Udělený čestný titul mohl být odebrán pouze prezidiem Nejvyššího sovětu Sovětského svazu na návrh soudu nebo ministra pro civilní letectví SSSR.
Odznak tohoto čestného titulu se nosil na pravé straně hrudi a v přítomnosti dalších sovětských vyznamenání byl umístěn nad sovětskými řády. Pokud se nosí s vyznamenáními Ruské federace, pak mají ruská vyznamenání přednost.

## Popis odznaku
Odznak je široký 27 mm a vysoký 23 mm. Na přední straně je v levé horní části nápis v cyrilici ЗАСЛУЖЕННЫЙ ШТУРМАН. Ve středu je stoupající proudové letadlo vyrobené z pozlaceného tombaku. Ve spodní části odznaku je vpravo vavřínová ratolest, která je uprostřed spodní části odznaku překryta nápisem CСCP. Vnější okraj odznaku je vystouplý.
Červená stuha z hedvábného moaré je připevněna k obdélnému postříbřenému kovovému rámečku.